# مگان مارکس
مگان مارکس (انگلیسی: Megan Marcks؛ زادهٔ ۱۹ اکتبر ۱۹۷۲) قایقران روئینگ اهل استرالیا بود.
وی در مسابقات کشوری و بین‌المللی در مجموع برندهٔ ۲ مدال طلا، ۲ مدال نقره، ۱ مدال برنز شده‌است.